# As Bodas de Deus
As Bodas de Deus é um filme luso-francês satírico de 1999, escrito, realizado e protagonizado por João César Monteiro. Esta é a terceira longa-metragem da trilogia que o retrata como alter-ego na figura de João de Deus, sendo a primeira delas Recordações da Casa Amarela e a segunda A Comédia de Deus. As Bodas de Deus foi produzido por Paulo Branco com direção musical de Nicolai Lanov.

## Enredo
Mal refeito de uma divina, mas frustrante comédia (em A Comédia de Deus), tudo parece perdido para o infeliz João de Deus. Rumina ele agora os infortúnios no meio das árvores de um parque frio e solitário: no meio de tristes lembranças. Surge-lhe entretanto pela frente um Enviado do Pai Divino. O Enviado de Deus dá ao vadio (estado provisório do pobre João de Deus) uma mala cheia de dinheiro.
Missão cumprida, o Enviado vai à vida. Debaixo da árvore à beira do lago, João conta as pápulas. A água silente do lago é perturbada pela queda de um corpo. Ouvido o que se passou, vai João ver o que se passa. A jovem Joana está prestes a afogar-se. João atira-se à água donde retira Joana. Ministrados os primeiros e tão prontos socorros, João transporta a inanimada para um convento de freiras. 
Volta ao parque para recuperar o dinheiro contido na mala. Mais tarde, regressa com a mala ao convento, para se inteirar do estado de saúde de Joana e para, graças à sua esplêndida situação financeira, melhorar a vida do convento e a vida de Joana. A jovem serve numa creche aberta pela paróquia da aldeia. Na companhia da madre Bernarda, a superiora do convento, João de Deus almoça um cozido à portuguesa, tintamente regado. Após a ingestão, conversação com Joana à beira-mar. João de Deus encontra uma romã na areia. Corta a romã irmamente e oferece a Joana uma das metades. Longo silêncio. É tudo.
Após ser convertido pela celeste dádiva em Barão de Deus, na Pousada de Santa Isabel em Estremoz, uma jovem malabarista exercita-se sem amor com três laranjas no quarto de João de Deus. Na cozinha do hotel, o Barão ajuda o velho pasteleiro a inscrever uma palavra gentil num bolo especialmente concebido para uma misteriosa Princesa que passa por ser o grande amor do Príncipe Omar Raschid, magnata do petróleo e jogador inveterado. João trava conhecimento com Raschid no bar do hotel onde mora e logo ficam amigos. Decidem jogar uma partida de poker no palácio da Quinta do Paraíso, uma propriedade adquirida por João de Deus nos arredores de Lisboa. Omar Raschid chega ao palácio, acompanhado pela Princesa, Elena Gombrowicz, presumivelmente de origem polaca. Disputada a partida de poker, Omar Raschid perde uma soma importante. É então que Elena manifesta o desejo de ser tirada à sorte. João de Deus ganha a Princesa e Omar Raschid, tendo o seu fatal destino traçado, despede-se do amor e da vida.
Numa récita de dimensão orgíaca, no Teatro de São Carlos, no coração de Lisboa, o libertino Barão de Deus, sente-se excitado pelos perfumes de uma ópera celestial, La Traviata. Porém, depois de tão intensas emoções não consegue consumar o ato nupcial com a Princesa. João confessa a Elena onde guarda o dinheiro e, exausto, adormece nos seus braços. «Acorda pela manhã com desejos sexuais, apenas para descobrir que Elena desapareceu, levando todo o seu dinheiro e, sem deixar rasto. João procura até por um pentelho de Elena.
Uma desgraça nunca vem só. A GNR coadjuvada por uma matilha de pastores alemães, vasculha a pente fino a propriedade da Quinta do Paraíso, onde João se dispunha a gozar as delícias da vida. Num picadeiro, descobrem um verdadeiro arsenal de guerra. João de Deus, evidentemente suspeito, é algemado e conduzido sob escolta, até um gabinete da Polícia Judiciária, onde é submetido a um interrogatório. A Polícia Judiciária, céptica, não acredita que o dinheiro de João tenha sido dádiva divina. Depois de um cruel julgamento, é enclausurado em regime de prisão preventiva num asilo psiquiátrico que, aliás, conhece razoavelmente bem. No espaço arquitectónico circular em que é fechado, João julga rever o Enviado de Deus, mas este não o reconhece ou finge não o reconhecer. Diz a João de Deus que é o Cristo depois da Ascensão e nega ter-lhe dado dinheiro. Após uma entrevista com o Director da instituição, um velho conhecido para quem o seu dossier é familiar, dá-se conta, uma vez mais, que ninguém acredita na proveniência divina da sua fortuna. De resto, João também não. 
No tribunal, diante dos juízes, João de Deus comete um acto de desobediência e declara-se inocente. É condenado a uma pena de cadeia, durante a qual recebe a visita de Joana, sempre grata e desinteressada do vil metal. Purgada escrupulosamente a pena, Joana espera João de Deus à saída da prisão. Partem. Joana anuncia o fim da comédia.

## Elenco
- Rita Durão, como Joana de Deus.[8]
- João César Monteiro, como João de Deus.
- Joana Azevedo, como Princesa Elena Gombrowicz.
- José Airosa, como Omar Raschid.
- Manuela de Freitas, como Madre Bernarda.
- Luís Miguel Cintra, como Enviado de Deus.
- Ana Velasquez, como Leonor.
- José Mora Ramos, como Inspetor Pantaleão.
- Fernando Mora Ramos, como Psiquiatra.
- Fernando Heitor, como Mordomo Vasconcelos
- João Liszt, como Sparafucile.
- Jean Douchet, como Bardamu.
- Filipa Araújo, como Celestina.
- Sofia Marques, como Freira.
- Teresa Negrão, como Menina Inês.
- Paulo Miranda, como Agostinho.
- Maria João Ribeiro (e voz de Maria Repas), como Violeta Valery.
- Tiago Cutileiro (e voz de João Miguel Queirós), como Alfredo Germont.
- Ana Mindillo, como Cozinheira.
- David Almeida, como Presidente da República.
- Vasco Sequeira, como Conspirador.

## Banda sonora
- Música: Verdi (La Traviata)
- Interpretação musical: Orquestra Juvenil de Évora
- Direcção musical: Nicolai Lanov

## Produção

### Desenvolvimento
João César Monteiro, em 1995, planeava filmar A Comédia de Deus e As Bodas de Deus como um só filme, em duas partes, que intitularia “Teologia de Deus” . A primeira decorreria em Lisboa, como viria a acontecer, e a segunda em Paris como nunca viria a acontecer. Os constrangimentos de produção em Paris entre 1996 e 1997 foram tais, que César Monteiro abandonou estes planos e considerou que “Teologia de Deus” ficaria incompleta. O realizador avançou com outro projeto, Le Bassin de J.W., filmado entre maio e junho de 1997. O péssimo acolhimento reservado a esse filme, a “desorientação” que o realizador disse ter experimentado durante e após Le Bassin, a impossibilidade de retomar em Paris as filmagens de As Bodas de Deus, levaram-no a reconsiderar o argumento para As Bodas de Deus.
Esta longa-metragem é uma produção luso-francesa, pela Madragoa Filmes, RTP e Gemini Films. Encerra a trilogia focada na personagem de João de Deus, o protagonista, encarnado num bem humano pobre diabo, com repetidas referências autobiográficas, num estilo sarcástico e mal-humorado. O resultado pretendido é traçar uma caricatura de alguém menos virtuoso que vicioso, autor e ator de inqualificáveis comédias num mundo hipócrita, com abundantes referências literárias, artísticas e filosóficas. O filme é dedicado à esposa de César Monteiro, Margarida Gil, realizadora que colaborou com o marido nas suas obras.

### Gravações

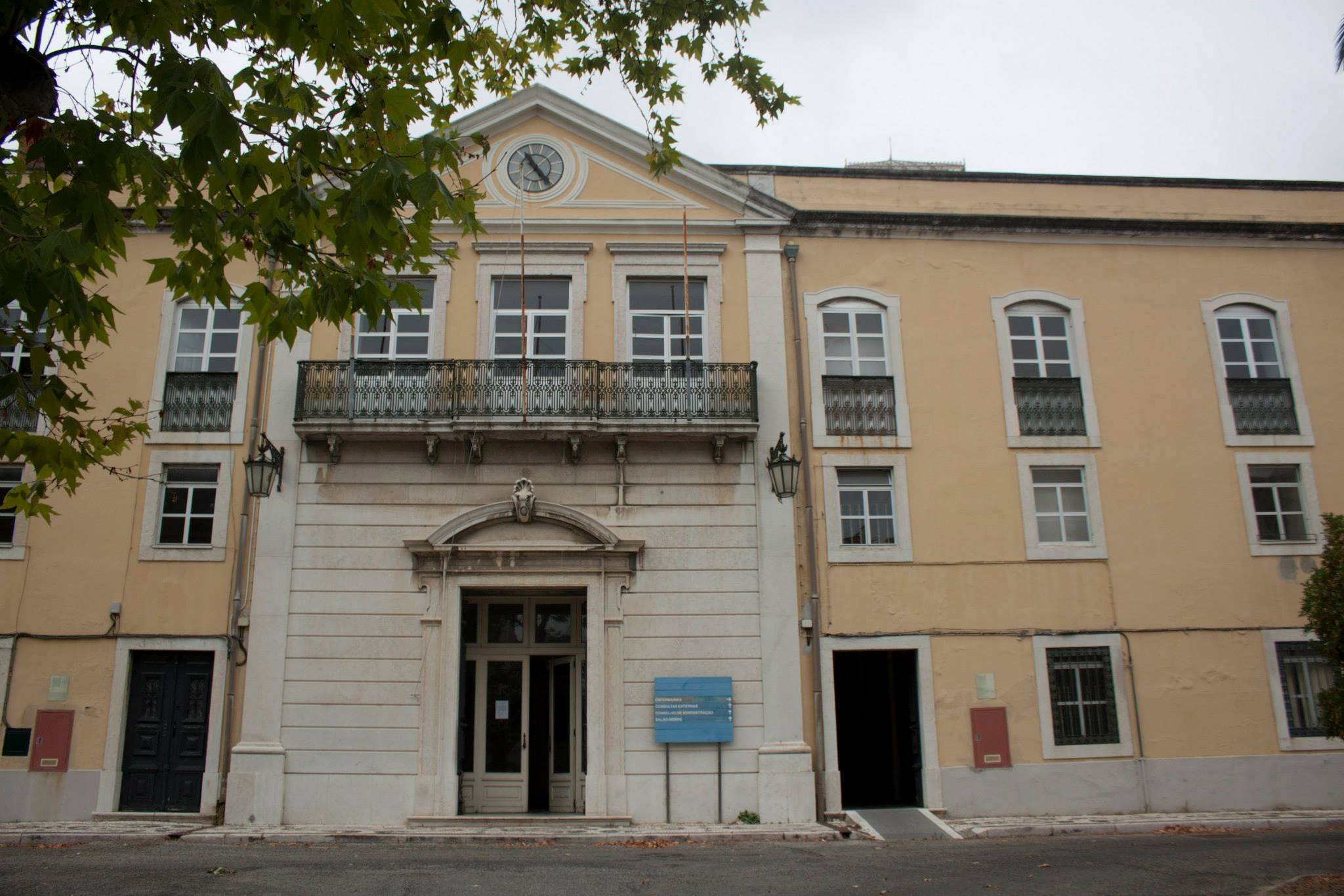
O Hospital Miguel Bombarda foi cenário de rodagem de As Bodas de Deus.

A rodagem da longa-metragem decorreu em 1998. As gravações de exteriores decorreram em cenários de Lisboa (Hospital Miguel Bombarda, Lisboa), Azeitão, Sesimbra, Serra de Sintra, Praia da Adraga, Peniche, Piódão, Serra da Estrela. O Centro Paroquial de Colares, Pousada da Santa Raínha Isabel (Estremoz), Forte de Peniche, Tribunal da Boa Hora e Teatro Nacional de S. Carlos foram locais de rodagem de interiores.

## Lançamento
A apresentação de As Bodas de Deus decorreu a 20 de maio de 1999 no Festival de Cannes. Em Portugal, a anteestreia foi no Cinema Monumental a 26 de outubro de 1999, em Lisboa. O filme viria a ser exibido comercialmente a partir de 5 de novembro, onde estreou nos Cinemas King e Monumental.
A longa metragem foi editada em DVD e distribuída pela Lusomundo Audiovisuais em 2003.

### Festivais
O filme fez parte da seleção dos seguintes Festivais internacionais de cinema:
- Selecção Oficial do Festival de Cannes (França, maio de 1999)[14]
- Festival Mar del Plata (Argentina, 1999)[15]
- Festival Internacional de Thessaloniki (Grécia, novembro de 2003)
- Festival de cinema de Febio (República Checa, janeiro de 2004)

## Receção
Elogiado pela critica nacional e internacional, As Bodas de Deus chegou a ser considerada uma obra-redenção para o realizador João César Monteiro e para a sua personagem João de Deus. Luís Miguel Oliveira (Ípsilon), caracteriza a longa metragem de "luxuriante", elogiando o modo como encerra a trilogia em serena aceitação após o julgamento de um protagonista "sátiro e asceta, benemérito e oportunista, cruel e misericordioso, obediente e anarca".

### Premiações
| Ano  | Premiação              | Categoria                               | Trabalho                              | Resultado | Ref.   |
| ---- | ---------------------- | --------------------------------------- | ------------------------------------- | --------- | ------ |
| 1999 | Cahiers du Cinéma      | Melhor filme                            | As Bodas de Deus, João César Monteiro | 10º lugar | [ 19 ] |
| 1999 | Festival de Cannes     | Prémio Un Certain Regard                | As Bodas de Deus, João César Monteiro | Indicado  | [ 20 ] |
| 1999 | Festival Mar del Plata | Melhor filme (Competição internacional) | As Bodas de Deus, João César Monteiro | Venceu    |        |
| 2000 | Globos de ouro         | Melhor realizador                       | João César Monteiro                   | Indicado  | [ 21 ] |